# Austertana
Austertana (nordsamiska: Juovlavuotna, kvänska: Jouluvuono) är en by i Tana kommun i Finnmark fylke i norra Norge. Byn ligger vid fylkesväg 890, längst inne vid fjorden Leirpollen. Här finns Austertana kyrka.